# Naours
Naours é uma comuna francesa na região administrativa de Altos da França, no departamento de Somme. Estende-se por uma área de 16,55 km². Em 2010 a comuna tinha 1 092 habitantes (densidade: 66 hab./km²).